# Língua galoo
A língua Galoo é uma língua sino-tibetana do grupo das línguas tani falada pelo povo Galo. Sua posição precisa dentro das Tani ainda não é certa, principalmente por causa de sua localização bem central na área Tani e os fortes efeitos dos contatos intra-Tani no desenvolvimento das línguas Tani. É uma língua ameaçada de acordo com as definições gerais, mas as perspectivas de sua sobrevivência são melhores do que muitas línguas semelhantes no mundo.

## Dialetos
Os principais dialetos do Galoo são o Pugo, falado ao redor da capital do distrito Along (Arunachal Pradesh; Lare, falado ao sul de Aalo; e um dialeto que pode ser chamado Kargu kardi, pertencente ao dialeto falado no noroeste perto da área do povo Tagin. Pode haver dialetos de Galo adicionais mais ao norte, que permanecem em grande parte sem pesquisa. Existem numerosos subdialetos que geralmente correspondem a agrupamentos regionais ou de clãs. As línguas vizinhas incluem Assamês, Nepalês, Bodo, Mishing, Minyong, dialeto Hill Miri, Tagin, Nishi, Bori, Pailibo, e Bokar.
Post (2007:46) lista uma classificação provisória de dialetos Galo.
- Galòo
  - Karkòo?
  - Gensìi?
  - Taíi(podia)
    - (branch)
    - Zɨrdóo
      - (branch)
      - Larèe, Puugóo

Post (2013) reclassificou Karko como uma variedade de Bori.

## Escrita
A língua usa o alfabeto latino sem as letras F, G, Z

## Gramática
Como a maioria das línguas Tani centrais e orientais, o Galo é em grande parte uma língua sintéticae aglutinativa. Dois tom lexicais primários estão presentes – Alto e Baixo – que podem refletir dois tons de sílaba Proto-Tani; no Galo moderno, a superfície TBU (Tone-Bearing Unit) é a palavra fonológica geralmente polissilábica. Uma robusta assimetria finita vs /não finita está subjacente à gramática Galo. O encadeamento de cláusulas e nominalização ocorrem ambos livrementes. Nenhuma serialização verbal sincrônica parece existir, embora o que parece ter sido a serialização proto-verbo tenha se desenvolvido em um sistema muito grande e produtivo de sufixos derivacionais para ligar raízes verbais.
As classes lexicais principais (não derivadas) são substantivo, adjetivo e verbo. Outras características gramaticais incluem pós-posições, substantivos relatores, classificadores num sistema extremamente grande de sufixos aspectuais e um rico conjunto de funções de codificação de partículas constituintes-finais relacionadas ao status epistemológico (como evidencialidade), discurso/status pragmático, modalidade e outras funções relacionadas. A marcação de caso é basicamente acusativa, não tendo sido percebida ergatividade.

## Educação
A língua galoo é ensinada como terceira língua em escolas de áreas dominadas pela comunidade galo.